# John Pettie

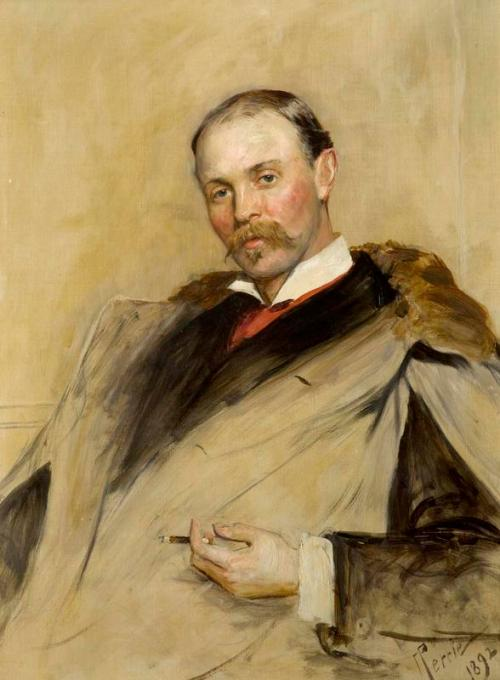
James Coutts Michie (1859–1919): Porträt von John Pettie, 1892. Aberdeen Art Gallery & Museums

John Pettie (* 17. März 1839 in Edinburgh, Schottland; † 21. Februar 1893 in Hastings, England) war ein schottischer Maler und Illustrator des viktorianischen Zeitalters. Er zählte zu den führenden Malern im Großbritannien des 19. Jahrhunderts. John Pettie spezialisierte sich auf Historienmalerei und malte insbesondere Szenen aus der schottischen und englischen Geschichte. Er war bekannt für seine dramatische Farbgebung, dynamische Kompositionen und effektvolle Lichtführung. Viele seiner Werke illustrieren Szenen aus der Literatur, insbesondere aus den Werken von Sir Walter Scott oder William Shakespeare. Neben Gemälden schuf Pettie auch Illustrationen für Bücher und Zeitschriften. Zu seinen bekanntesten Werken zählen The Arrest for Witchcraft, The Vigil und Treason.

## Leben und Werk
John Pettie erhielt seine künstlerische Ausbildung an der Trustees’ Academy in Edinburgh bei Robert Scott Lauder. Bereits im Alter von 20 Jahren stellte er 1859 erstmals ein Werk an der Royal Scottish Academy aus. 1862 zog er nach London, wo er sich einer Gruppe schottischer Künstler, darunter Thomas Graham und William Quiller Orchardson, anschloss. Die drei teilten sich ein Atelier am Fitzroy Square. John Petties Werke zeichnen sich durch eine ausgeprägte narrative Bildsprache und eine dramatische, emotional aufgeladene Darstellung historischer Themen aus. Früh zeigte sich sein Interesse für den Englischen Bürgerkrieg, beispielsweise in den Werken Cromwell’s Saints und A Drumhead Court Martial (1865), das auf der Sommerausstellung der Royal Academy viel Beachtung fand. Zu seinen bedeutendsten Werken zählt An Arrest for Witchcraft in the Olden Time, das die Verfolgung angeblicher Hexen darstellt und ihm im Alter von 27 Jahren die Aufnahme als Associate der Royal Academy einbrachte. Die volle Mitgliedschaft folgte später, verbunden mit dem Diplom-Gemälde Jacobites, 1745, das eine Gruppe schottischer Aufständischer beim Verlesen eines Dokuments zeigt.

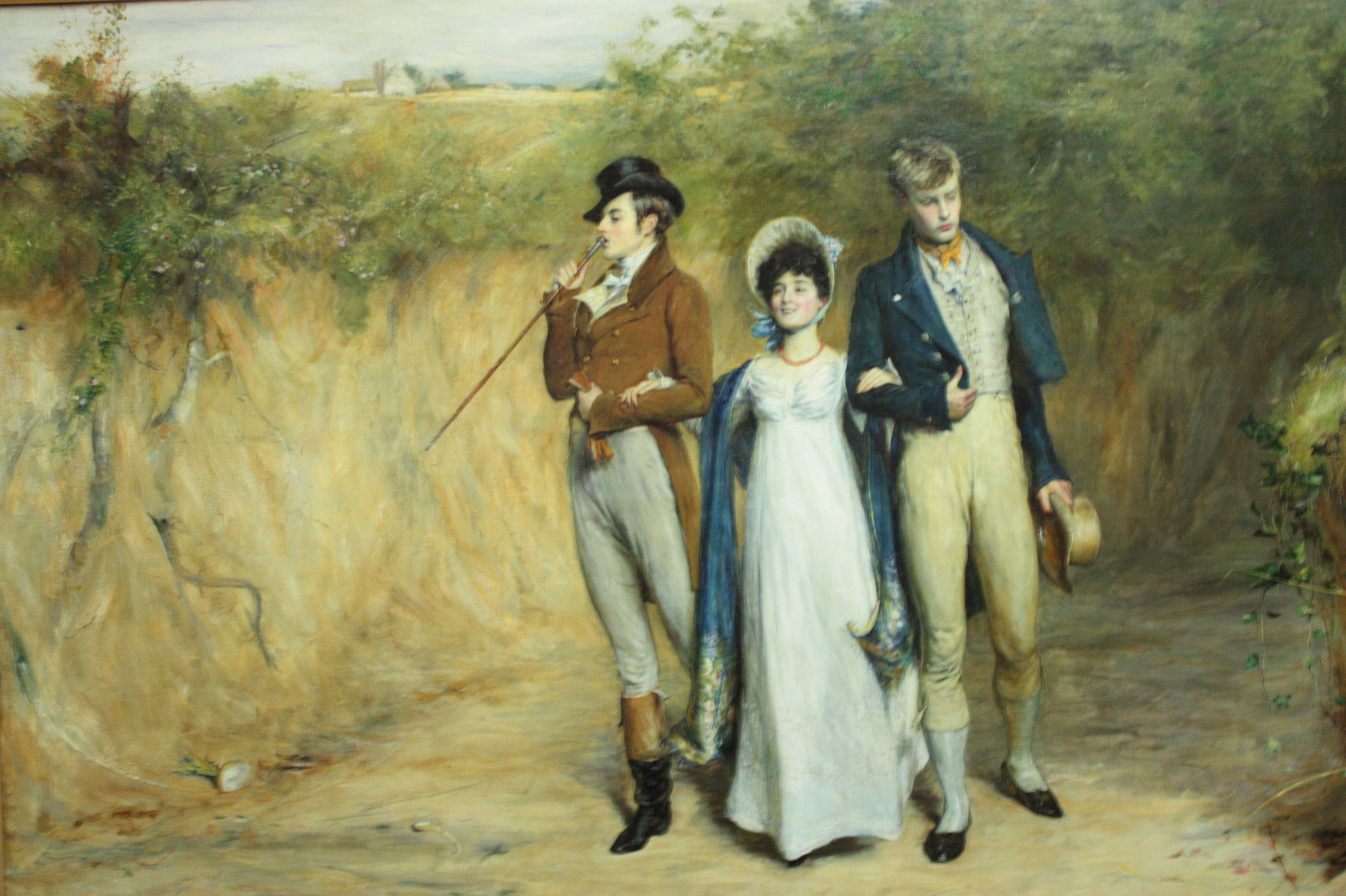
John Pettie: Two Strings To Her Bow, 1882. Kelvingrove Art Gallery and Museum, Glasgow, Schottland – Während sie eine sonnige Landstraße entlanggehen, wenden sich zwei gutaussehende junge Männer voneinander ab und sehen äußerst verärgert aus – offensichtlich wünscht sich jeder, sein Rivale wäre nicht da. Das junge Mädchen, das sie begleitet, strahlt vor Freude. – Die Briten des viktorianischen Zeitalters liebten Anekdoten oder Bilder, die eine Geschichte erzählten. Petties Bilder waren aufgrund ihres frivolen oder unbeschwerten Charakters äußerst beliebt. Seine Werke hatten fast immer einen historischen oder literarischen Inhalt, sodass die drei Hauptfiguren auf diesem 1887 gemalten Bild Kostüme aus der Regency-Zeit (ca. 1815–1820) tragen. Kostüme aus dieser Zeit waren in der Mittelschicht sehr populär, da sie eine Zeit der Gemütlichkeit, des Charmes und der Einfachheit heraufbeschworen.

John Pettie widmete sich in seinen Werken auch dem Thema religiöser und politischer Intrigen. Beispiele hierfür sind die Bilder The Disgrace of Cardinal Wolsey, The Flag of Truce und A State Secret. In seinen Bildern finden sich wiederkehrend dramatische Konflikte, Verschwörungen und Rebellionen als Motive. Besonders geschätzt wurden seine realistischen Darstellungen, die durch detaillierte Requisiten wie Rüstungen und historisch anmutende Interieurs unterstützt wurden. In The Highland Outpost (1878) inszenierte Pettie das Bild eines einsamen schottischen Kriegers in heroischer Pose vor einer Hochlandlandschaft – ein Beispiel für seine romantisch-patriotischen Bildkompositionen. Auch Tussle for the Keg thematisiert die schottische Identität, indem es einen Kampf zwischen einem Hochland-Schmuggler und einem Zollbeamten darstellt.
Neben historischen Szenen war John Pettie auch als Porträtmaler gefragt. Zu seinen bekannten Bildnissen zählt A Knight of the Seventeenth Century, ein historisierendes Porträt des Schriftstellers William Black. In Werken wie Sword and Dagger Fight und The Duke of Monmouth’s Interview with James II zeigte er dramatische Zweikämpfe und königliche Gnadenverweigerung. Sein wohl bekanntestes Werk ist The Vigil (1884), das einen jungen Mann während seiner ritterlichen Nachtwache vor der Schwertleite darstellt. Das Gemälde wurde von der Chantry Bequest für die öffentliche Sammlung erworben. John Pettie verstarb 1893 und hinterließ ein umfangreiches Œuvre, das durch seine erzählerische Kraft und emotionale Intensität zur Popularisierung historischer Themen in der viktorianischen Kunst beitrug. Seine Werke sind heute in zahlreichen britischen Museen vertreten.